# 3876 Quaide
3876 Quaide este un asteroid din centura principală, descoperit pe 19 mai 1988 de Eleanor Helin.